# Án lệ 59/2023/AL
Án lệ 59/2023/AL về lỗi cố ý gián tiếp trong vụ án "giết người" là án lệ thứ 59 thuộc lĩnh vực hình sự của hệ thống pháp luật Việt Nam, được Hội đồng Thẩm phán Tòa án nhân dân tối cao thông qua, Chánh án Nguyễn Hòa Bình ra quyết định công bố ngày 24 tháng 2 năm 2023, và có hiệu lực cho tòa án các cấp trong cả nước nghiên cứu, áp dụng trong xét xử từ ngày 27 tháng 3 năm 2023. Án lệ này dựa trên nguồn là Bản án hình sự phúc thẩm số 50 được ban hành 10 tháng 12 năm 2020 của Tòa án nhân dân tỉnh Yên Bái về lỗi cố ý gián tiếp trong vụ án "giết người", với nội dung xoay quanh chuỗi tình tiết xung đột và hoàn cảnh dẫn đến chết người, để rồi xác định tội danh "giết người" và lỗi cố ý gián tiếp. Án lệ này do Tòa án nhân dân tỉnh Yên Bái đề xuất.
Trong vụ án của án lệ này, xuất phát điểm từ xung đột của thanh niên địa phương, cùng với "văn hóa rượu, bia", hai bị cáo người Dao sử dụng tay, chân và hung khí để hành hung bị hại cách mình một thế hệ, sau đó sử dụng xe máy để truy đuổi vào ban đêm, dẫn đến việc bị hại gặp phải tai nạn và chết. Viện kiểm sát đã khởi tố và dựa trên kết quả điều tra đã truy tố tội danh "cố ý gây thương tích", tòa sơ thẩm xét xử theo cáo trạng như luật định và định khung 14 năm tù mỗi bị cáo, song tòa cũng đề nghị cơ quan cấp trên hủy bản án sơ thẩm của chính mình để điều tra lại theo tội "giết người". Vụ án đi tới phúc thẩm sau khi các bên kháng cáo, kháng nghị, bị cáo xin giảm án, bị hại đề nghị tăng án, và Viện kiểm sát đề nghị giảm một phần hình phạt, rồi tới kết luận cuối cùng của tòa phúc thẩm rằng tội danh các bị cáo đã phạm là "giết người" với lỗi cố ý gián tiếp, giao điều tra, truy tố, xét xử lại.

## Nội dung vụ án
| “                                                                              | Hôm qua tôi mời rượu bạn không uống, bạn khinh tôi à? | ” |
| —Nguyên văn lời Dao Nhị hỏi nạn nhân trước khi hành hung, lời khai các bị cáo. |                                                       |   |

Tối ngày 6 tháng 9 năm 2019, hai thanh niên dân tộc Dao Triệu Văn M (gọi tắt Dao Nhất) và Đặng Văn T (gọi tắt Dao Nhị) đến dự đám cưới xã Tân Đồng, huyện Trấn Yên, tỉnh Yên Bái. Trước đó ít ngày, Dao Nhất đi chơi bên xã Cảm Ân, đã bị các thanh niên tại đây đánh. Tại đám cưới, Dao Nhất nhìn thấy Nguyễn Ngọc V – người xã Cảm Ân – đi cùng Nguyễn Thị L, và do uất ức vì trước đó bị người xã Cảm Ân đánh, bèn rủ bạn đánh người Cảm Ân. Về phía Dao Nhị, bởi trước đó có gặp và mời rượu người Cảm Ân nhưng bị từ chối, đâm ra cho rằng mình bị coi thường nên đồng ý và nói bảo Dao Nhất để ý, khi nào tan tiệc thì tiến hành. Đến khoảng 20 giờ cùng ngày, Ngọc V lấy xe máy chở theo Thị L đi về theo đường liên thôn. Hai thanh niên người Dao cũng lấy xe máy của mình, mỗi người một xe đi theo với mục đích đánh người, trao đổi với nhau và đều xác nhận đã có hung khí. Hai người này đuổi theo khoảng 500 m thì vượt xe, đến đoạn đường vắng người thuộc địa phận thôn Đồng Đát, xã Tân Đồng, hai người dừng lại chặn xe của Ngọc V, Dao Nhị mở cốp xe lấy chiếc túi khoác bên trong có chiếc gậy, đeo lên người. Khi hai người bị chặn xe xuống xe, Dao Nhất nói: "Sao mày về nhanh thế", còn Dao Nhị hỏi lý do của việc từ chối mời rượu. Ngọc V trả lời rằng là vì đã bị hai người này đánh vào trước đó 1 hôm ở Cảm Ân, vừa nói xong thì Dao Nhất lao vào dùng tay đấm nhiều nhát vào mặt, rồi cùng vật lộn giằng co đánh nhau trên đường, Dao Nhất ngồi đè lên người nạn nhân và dùng tay đấm vào mặt, còn Dao Nhị lao vào đá hai cái vào chân.
Lúc này Ngọc V vùng được dậy đấm vào mặt Dao Nhất, nên Dao Nhất ôm nạn nhân đẩy vào khu vực taluy dương cạnh đường, Dao Nhị lấy chiếc gậy để trong túi khoác ra vụt một phát vào bắp tay trái của nạn nhân. Lúc đó Dao Nhất cũng lấy đoạn gậy nhỏ hơn mang theo trên người ra, vụt một phát trúng vào ngực, tiếp tục vụt một phát nữa theo hướng từ trái sang phải, từ trên xuống dưới vào mặt, rồi vụt ba phát nữa vào người nạn nhân và làm rơi mất gậy tại đây. Bị đánh đau, nạn nhân bỏ chạy theo hướng đường quay lại đám cưới, Dao Nhất đuổi theo túm áo lôi lại nhưng nạn nhân vùng thoát được, thì Dao Nhị chạy đến gần dùng gậy sắt vụt tiếp một phát vào phần lưng của nạn nhân nhưng nạn nhân vẫn bỏ chạy thoát. Hai thanh niên quay lại chỗ để xe, nổ máy bật đèn tiếp tục truy tìm. Lúc này, Thị L cũng đi tìm và đã thấy nạn nhân nằm ở ven đường cách chỗ bị đánh khoảng 100 m. Ngọc V nói với Thị L rằng mình đã kiệt sức rồi. Khi thấy ánh đèn xe của hai thanh niên, nạn nhân tự đứng dậy và được Thị L khoác tay đi lên đường và tự đi bộ về phía xe của mình. Cùng lúc này hai thanh niên quay xe lại, phát hiện thấy nạn nhân đã khởi động xe chở theo Thị L đi được khoảng 2 m thì tăng ga đuổi theo, nạn nhân thấy vậy cũng tăng ga bỏ chạy. Khi đuổi theo, Dao Nhị vẫn cầm theo gậy sắt còn Dao Nhất chửi tục, đuổi theo được khoảng 100 m thì Dao Nhị bị ngã xe, một mình Dao Nhất tiếp tục đuổi theo. Khi đến đoạn đường xuống dốc thấy nạn nhân chạy xe với tốc độ cao, Thị L đã vỗ vai nhắc đi chậm lại, nhưng Ngọc V không nói gì và không giảm tốc độ. Khi tới ngã ba cách khu vực bị hành hung đánh 1.300 m, Ngọc V không kịp xử lý đã lao lên khu vực sân vườn nhà một người khác và bị ngã, Dao Nhất thấy vậy quay xe lại thì gặp Dao Nhị điều khiển xe đi đến, Dao Nhất bảo Ngọc V đã ngã xe, rồi cả hai cùng đi về. Còn nạn nhân được người dân đưa đi cấp cứu nhưng đã tử vong ngay sau đó.

## Điều tra và giám định
Ngay sau khi vụ án diễn ra, Công an tỉnh Yên Bái đã khởi tố điều tra và bắt giữ Dao Nhất, Dao Nhị vào ngày 8 tháng 11. Một tuần sau, thi thể của nạn nhân đã được Trung tâm Pháp y tỉnh Yên Bái hoàn tất việc giám định và kết luận nguyên nhân chết là do vỡ phức tạp xương hộp sọ vùng thái dương phải. Cơ chế hình thành thương tích gồm vỡ xương hộp sọ vùng thái dương phải do tác động một lực mạnh với vật tày có tiết diện lớn theo hướng trực diện gây nên. Giám định pháp y về thương tích kết luận các thương tích gồm xây xát do vùng đỉnh bên phải, bầm tím da vùng đuôi mắt bên phải, xây xát da cánh mũi và vùng má bên phải, xây xát da chính giữa ngực phía dưới khớp ức đòn, và bầm tím da khuỷu tay phải đều 1%, tỷ lệ tổn thương cơ thể của nạn nhân tại thời điểm giám định qua bản ảnh là 5%. Kết quả khám nghiệm hiện trường xác định khu vực ngã ba nơi nạn nhân và người đi cùng bị ngã xe là đoạn đường có ngã ba, hai chiều không có giải phân cách chiều rộng 3,50 m, mặt đường có vết miết xước, miết lốp màu đen; vết cày xước trên sân vườn nhà nơi nạn nhân ngã tiếp giáp với đường giao thông có một vết máu không rõ hình thù trên tấm bạt đậy gốc cây khô. Trong giai đoạn tố tụng, gia đình hai thanh niên người Dao đã tự nguyện bồi thường cho gia đình bị hại số tiền 80 triệu đồng.

## Sơ thẩm và kháng nghị
Ngày 16 tháng 9 năm 2020, Tòa án nhân dân huyện Trấn Yên mở phiên hình sự sơ thẩm thẩm tại trụ sở ở thị trấn Cổ Phúc, quyết định tuyên bố hai bị cáo người Dao phạm tội "cố ý gây thương tích", đều 14 năm tù mỗi người. Về trách nhiệm dân sự thì buộc mỗi bị cáo phải liên đới bồi thường cho đại diện người bị hại hơn 3 triệu đồng sau khi đã trừ đi 80 triệu đồng được gia đình các bị cáo tự nguyện bồi thường trước đó, tính theo quy định của Bộ luật Dân sự 2015. Tuy nhiên, đồng thời với việc ban hành án sơ thẩm, Tòa án Trấn Yên kiến nghị Tòa án nhân dân tỉnh Yên Bái có văn bản đề nghị Chánh án Tòa cấp cao Hà Nội kháng nghị hủy bản án sơ thẩm của chính mình để điều tra, truy tố, xét xử về tội "giết người" do không nhất trí với cáo trạng định tội "cố ý gây thương tích" của Viện kiểm sát. Ba ngày sau, đại diện bị hại kháng cáo không đồng ý về tội danh và tăng mức bồi thường, hai bị cáo kháng cáo xin giảm nhẹ hình phạt. Viện trưởng Viện kiểm sát nhân dân huyện Trấn Yên kháng nghị và đề nghị xét xử phúc thẩm giảm nhẹ hình phạt cho bị cáo Dao Nhị.

## Phúc thẩm
Ngày 10 tháng 12 năm 2020, Tòa án nhân dân tỉnh Yên Bái mở phiên hình sự phúc thẩm tại trụ sở ở đường Nguyễn Tất Thành, thành phố Yên Bái, với chủ tọa là Thẩm phán Nguyễn Trung Dũng, hai Thẩm phán Trần Trung Hải, Phạm Hồng Quân, Kiểm sát viên Hoàng Quốc Trường. Tại phiên tòa, Luật sư Phạm Quân bào chữa cho bị cáo nhất trí với tội danh và điều khoản ở án sơ thẩm, nhưng cho rằng mức án của các bị cáo là quá cao, đề nghị cấp phúc thẩm giảm hình phạt vì các bị cáo có nhiều tình tiết giảm nhẹ. Ngược lại, Luật sư Nông Thị Ngọc bảo vệ quyền và lợi ích hợp pháp cho bị hại trình bày không đồng ý với tội danh ở án sơ thẩm, đề nghị tòa phúc thẩm xét xử các bị cáo với mức hình phạt tù chung thân về tội "giết người", tăng bồi thường thiệt hại, buộc các bị cáo phải bồi thường cho đại diện hợp pháp của bị hại tổng số tiền là 421 triệu đồng. Về phía Kiểm sát viên của Viện kiểm sát nhân dân tỉnh Yên Bái quan điểm nhất trí Viện trưởng huyện Trấn Yên cho rằng bản án sơ thẩm xét xử các bị cáo về tội cố ý gây thương tích là có căn cứ, tuy nhiên, án sơ thẩm đánh giá vai trò phạm tội của các bị cáo là như nhau là chưa chính xác, vì bị cáo Dao Nhị chỉ là người bị rủ rê và thực hiện hành vi phạm tội có mức độ ít quyết liệt hơn bị cáo Dao Nhất. Đối với kháng cáo xin giảm nhẹ hình phạt của Dao Nhất và kháng cáo thay đổi tội danh từ Luật sư Nông Thị Ngọc thì Kiểm sát viên cho rằng không có căn cứ để chấp nhận. Về trách nhiệm dân sự thì đề nghị cấp phúc thẩm chấp nhận một phần kháng cáo, sửa án sơ thẩm, tăng mức bồi thường tổn thất về tinh thần là 100 triệu đồng, những khoản bồi thường khác thì nên cần giữ nguyên.
Hội đồng xét xử sơ thẩm, nhận định.
Hội đồng xét xử nhận định về thẩm quyền, phân tích nội dung vụ án để đưa ra kết luận. Thứ nhất về nội dung, hai bị cáo đã dùng tay, chân đấm đá, rồi sử dụng gậy kim loại đánh nhiều nhát vào đầu, mặt, tay, sườn, lưng của bị hại. Khi bị hại điều khiển xe mô tô bỏ chạy thì các bị cáo dùng xe mô tô tiếp tục truy đuổi theo để đánh với vận tốc trên 50 km/giờ, dùng lời chửi tục. Bị hại thấy vậy tăng ga bỏ chạy, khi đến ngã ba do đi nhanh không làm chủ tay lái nên lao xe qua đường lên bãi đất trống thì bị ngã xe và tử vong trên đường đi cấp cứu. Tòa phân tích hành vi của các bị cáo sử dụng gậy kim loại, là hung khí nguy hiểm đánh nhiều nhát vào vùng đầu, mặt, thân thể bị hại, sau đó dùng xe mô tô truy đuổi là rất nguy hiểm. Vào buổi tối này bị hại phải bỏ chạy trong lo sợ, trên địa hình vùng thôn quanh co, lâm vào tình trạng nguy hiểm dẫn đến chết người. Tòa khẳng định rằng phía bị cáo buộc phải nhận thức được sự nguy hiểm này, nhưng vẫn truy đuổi, thì có đủ cơ sở để chứng tỏ về mặt chủ quan các bị cáo không mong muốn hậu quả chết người xảy ra, nhưng có ý thức chấp nhận để hậu quả chết người xảy ra và thực tế là hậu quả chết người đã xảy ra. Như vậy, hội đồng xét xử nhận định đã đủ căn cứ kết luận các bị cáo đã phạm vào tội "giết người" với lỗi cố ý gián tiếp. Việc cấp sơ thẩm điều tra, truy tố, xét xử các bị cáo về tội "cố ý gây thương tích" là không chính xác, do đó, cần hủy bản án sơ thẩm để khởi tố, điều tra về tội nặng hơn tội đã tuyên trong bản án sơ thẩm. Thứ hai về tố tụng sơ thẩm, hội đồng xét xử cho rằng việc Tòa Trấn Yên đã trả hồ sơ để điều tra bổ sung vì có căn cứ cho thấy hành vi của các bị can đã thực hiện cấu thành tội "giết người", nhưng Viện Trấn Yên giữ nguyên quyết định truy tố về tội "cố ý gây thương tích", nên tòa đã xét xử theo thẩm quyền và kiến nghị kháng nghị về tội danh trong bản án. Do đó, tòa sơ thẩm đề nghị hủy bản án của chính mình là đúng, không có lỗi trong việc cấp phúc thẩm hủy bản án sơ thẩm. Tòa phúc thẩm kết luận, do bản án sơ thẩm bị hủy để điều tra lại nên những nội dung kháng cáo, kháng nghị về hình phạt và trách nhiệm dân sự được xem xét, giải quyết trong quá trình điều tra, truy tố, xét xử lại vụ án.

## Hình thành án lệ
Với chỉ thị yêu cầu Tòa án nhân dân cấp tỉnh tham gia chính sách về án lệ qua việc đề xuất dự thảo án lệ hàng năm, Tòa án nhân dân tỉnh Yên Bái đã đề xuất đưa bản án phúc thẩm của vụ án này làm án lệ trong lĩnh vực hình sự, tập trung ở việc phân tích nội dung một vụ án hình sự đề xác định tội danh là "cố ý gây thương tích" và "giết người", và cụ thể hơn là hành vi cố ý gián tiếp trong tội "giết người". Sau đó, 18 dự thảo án lệ vượt qua vòng đánh giá đầu tiên bao gồm đề xuất này của Yên Bái, và đồng thời đây là 1 trong 6 dự thảo án lệ hình sự, việc lấy ý kiến và các kiến nghị từ công chúng và giới khoa học xã hội ngành luật ở vòng thứ hai được tiến hành từ ngày 11 tháng 1, thông qua hội thảo, và đăng tải trực tuyến trên trang tin điện tử án lệ, rồi được thảo luận, cho ý kiến ở bước thứ 3 bởi Hội đồng tư vấn án lệ. Trong 3 ngày 1–3 tháng 2 năm 2023, Hội đồng Thẩm phán họp và quyết định thông qua 7 trong 18 dự thảo, trong đó có 3 dự thảo án lệ hình sự, và bản án về lỗi cố ý gián tiếp trong vụ án "giết người" này chính thức là Án lệ số 59/2023/AL.